# 中山美穂 ちょっとだけええかっこC
中山美穂 ちょっとだけええかっこC（なかやまみほ ちょっとだけええかっこシー）は、1985年10月12日から1990年3月18日までニッポン放送で放送されていたラジオ番組。パーソナリティは中山美穂。
同じくニッポン放送で放送されていた『中山美穂 P.S. I LOVE YOU』の前身的番組である。

## 概要
当番組が始まったのは、中山美穂が女優・歌手デビューしたのと同じ1985年。
ゆっくりしたテンポで、落ち着いた感じで進行されていた。1987年の時点で番組に届いていたはがきの数は週に500-600枚ほどで、リスナーの性別比は男性6：女性4だった。当時中山と同世代の20歳前後の女性からのはがきも多かった。はがきが採用されたリスナーには、中山自身が月替わりで選んだ品物が「今月のプレゼント」として贈られていた。
1987年 - 1988年当時はエスエス製薬（当時中山が「エスタック」のCMに出演）の一社提供番組だった。
1990年3月25日より番組がリニューアルされ、『中山美穂 P.S. I LOVE YOU』と改題されて再スタートしている。

## ニッポン放送での放送時間
- 毎週土曜日 20:00 - 20:30（JST、ナイターオフ枠）- 1985年10月12日〜1986年4月5日
- 毎週日曜日 24:30 - 25:00（JST）- 1986年4月13日〜1987年10月4日
- 毎週日曜日 23:00 - 23:30（JST）- 1987年10月11日〜1990年3月18日

## 主なコーナー
イントロ・コーナー
- 中山自身の周りの出来事や、その時考えていることなどをモノローグ風にじっくり話すコーナー[5]。

CC劇場
- 当番組最初のラジオドラマコーナーで、リスナーから性の悩みや男女間のトラブルや思い出話などの内容のはがきを募集、選ばれたエピソードを基に構成したミニドラマを演じていた[6]。

ええかっこCしてゴメンなさい
- 当番組初期のコーナー。変な見栄を張るなどしたために余計な恥をかいたなど、様々な失敗談を募集[6]。1986年10月頃終了[7]。

コメディ・ブレイク
- ラジオドラマ風のコーナー（1987年当時）。恋人同士など色々なシチュエーションで一人芝居を演じる[1]。

思い出のおたより
- 1987年当時のエンディング前のコーナー。リスナーの思い出話などの紹介[1]。

イマジン・トリップ
- 『コメディ・ブレイク』に続くラジオドラマコーナー。中山自らが選んだ曲に応じたショートストーリーを演じる。1988年 - 1989年頃のメインコーナーの一つ[2][3]。

口でよければ
- リスナーが抱える日常の不満や言いたい文句を中山が代弁。1988年 - 1989年頃のメインコーナー[2]。

しっとりレター
- リスナーの失恋の思い出話、せつない思い出の話などを紹介。1988年 - 1989年頃のメインコーナー[2]。

3つのタマゴ
- リスナーから出された3つのキーワードを全て織り込んでまとめた即興劇を演じた（1989年当時）[3]。

## ネット局
（出典：）
（「→」は、放送曜日・時間帯変更なし、網掛け枠は放送なし）
| 局名         | 1985年10月 -      | 1986年4月 -       | 1986年10月 -      | 1987年4月 -       | 1987年10月 -      |
| ------------ | ----------------- | ----------------- | ----------------- | ----------------- | ----------------- |
| HBCラジオ    |                   |                   |                   |                   |                   |
| STVラジオ    |                   |                   |                   | 土曜23:30 - 24:00 |                   |
| 青森放送     |                   |                   |                   |                   |                   |
| 山形放送     |                   |                   |                   |                   | 日曜22:30 - 23:00 |
| 茨城放送     |                   |                   |                   |                   |                   |
| 山梨放送     |                   |                   |                   |                   |                   |
| 福井放送     |                   |                   |                   |                   |                   |
| 静岡放送     |                   |                   | 土曜19:00 - 19:30 |                   |                   |
| 岐阜放送     |                   |                   | 日曜21:30 - 22:00 | →                 |                   |
| KBS京都      |                   |                   | 日曜20:00 - 20:30 |                   |                   |
| ラジオ大阪   |                   |                   |                   |                   | 日曜23:25 - 23:55 |
| 山陽放送     |                   | 土曜23:30 - 24:00 | →                 |                   |                   |
| 中国放送     |                   |                   | 金曜22:00 - 22:30 |                   |                   |
| 四国放送     |                   |                   |                   |                   |                   |
| 西日本放送   | 土曜20:00 - 20:30 |                   |                   |                   |                   |
| 南海放送     |                   |                   |                   |                   | 日曜19:30 - 20:00 |
| 高知放送     |                   | 金曜23:30 - 24:00 | →                 |                   |                   |
| 九州朝日放送 | 土曜21:00 - 21:30 | 土曜22:30 - 23:00 | 土曜24:05 - 24:35 |                   | 土曜24:05 - 24:35 |
| 長崎放送     | 土曜23:00 - 23:30 | →                 | →                 | →                 | →                 |
| 熊本放送     | 水曜24:25 - 24:55 | →                 | →                 | →                 | →                 |
| 大分放送     | 土曜20:00 - 20:30 |                   |                   |                   |                   |
| 宮崎放送     |                   | 日曜22:30 - 23:00 | →                 | →                 | →                 |
| 南日本放送   |                   |                   |                   | 日曜22:30 - 23:00 |                   |
|              |                   |                   |                   |                   |                   |
| 局名         | 1988年4月 -       | 1988年10月 -      | 1989年4月 -       | 1989年10月 -      |                   |
| HBCラジオ    | 日曜10:00 - 10:30 |                   | 土曜22:00 - 22:30 | 土曜20:30 - 21:00 |                   |
| STVラジオ    |                   |                   |                   |                   |                   |
| 青森放送     |                   | 金曜21:30 - 22:00 |                   |                   |                   |
| 山形放送     | 日曜22:30 - 23:00 | →                 | →                 | 土曜22:00 - 22:30 |                   |
| 茨城放送     |                   |                   | 日曜23:00 - 23:30 | →                 |                   |
| 山梨放送     |                   | 土曜24:30 - 25:00 | →                 | →                 |                   |
| 福井放送     |                   | 土曜20:00 - 20:30 |                   |                   |                   |
| 静岡放送     |                   |                   | 水曜22:00 - 22:30 | →                 |                   |
| 岐阜放送     |                   |                   |                   |                   |                   |
| KBS京都      |                   |                   |                   |                   |                   |
| ラジオ大阪   |                   | 日曜20:30 - 20:58 |                   |                   |                   |
| 山陽放送     |                   |                   |                   |                   |                   |
| 中国放送     |                   |                   |                   |                   |                   |
| 四国放送     |                   | 土曜21:30 - 22:00 |                   |                   |                   |
| 西日本放送   |                   |                   |                   |                   |                   |
| 南海放送     |                   |                   |                   |                   |                   |
| 高知放送     |                   |                   |                   |                   |                   |
| 九州朝日放送 |                   |                   |                   |                   |                   |
| 長崎放送     |                   |                   |                   |                   |                   |
| 熊本放送     | 水曜24:25 - 24:55 | →                 | →                 | →                 |                   |
| 大分放送     |                   |                   |                   |                   |                   |
| 宮崎放送     | 日曜24:05 - 24:35 | →                 | →                 | →                 |                   |
| 南日本放送   |                   | 土曜21:00 - 21:30 |                   |                   |                   |